# Petr Jalowiczor
Petr Jalowiczor (15. listopadu 1973 Třinec – 7. února 2012) byl český politik, poslanec Parlamentu ČR za Moravskoslezský kraj, člen ČSSD.

## Vzdělání, profese a rodina
Vystudoval gymnázium v Třinci a obor pozemní stavitelství na SPŠ stavební v Havířově. Byl ženatý, v roce 2007 se mu narodil syn Jakub, v roce 2010 dcera Petra.

## Politická kariéra
Do ČSSD vstoupil v únoru 1996. V letech 2002 až 2006 působil jako místostarosta obce Bukovec a následně se stal na čtyři roky jejím starostou. V roce 2004 byl zvolen do krajského zastupitelstva Moravskoslezského kraje. Roku 2010 se stal poslancem Sněmovny Parlamentu ČR. Zasedal v zemědělském výboru PS. Od podzimu 2010 se kvůli svému onemocnění neúčastnil jednání Poslanecké sněmovny. V únoru 2012 po dlouhé nemoci zemřel, jeho mandát byl pak přidělen Břetislavu Petrovi. Byl členem KVV ČSSD Moravskoslezského kraje.